# 2016
2016 (MMXVI) fue un año bisiesto que comenzó en viernes del calendario gregoriano. Fue también el número 2016 del anno Dómini, era común o la designación de era cristiana, además del decimosexto del tercer milenio y el séptimo de los años 2010.

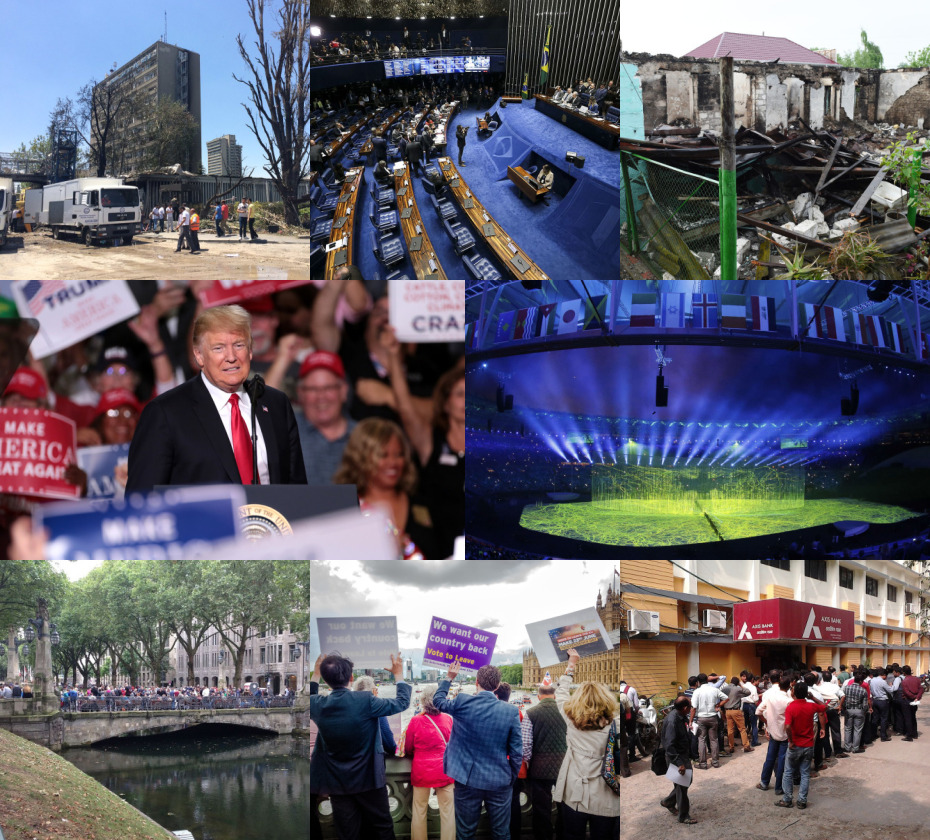
Desde arriba a la izquierda, en el sentido de las agujas del reloj: Edificios destruidos en Ankara después del Intento de golpe de Estado de Turquía de 2016; Juicio Político a la Presidenta Dilma Rousseff; Casas dañadas durante el Guerra del Nagorno Karabaj del 2016; Ceremonia de apertura de los Juegos Olímpicos de Río de Janeiro 2016; Filas afuera de un banco para intercambiar billetes desmonetizados durante la desmonetización de billetes de India de 2016; Protestas a Favor de la Salida del Reino Unido de la Unión Europea; El puente Girardet en Düsseldorf con sus cuatro poképaradas se cerró temporalmente durante el auge de Pokémon GO; Donald Trump es elegido Presidente de los Estados Unidos durante un período de intensificación de la polarización política en los Estados Unidos

## Declaraciones
- La Organización de las Naciones Unidas declaró el 2016 como el Año Internacional de las Legumbres.[1]
- La Iglesia católica declaró al 2016 el Año de la Misericordia.[2][3]

- El año del mono, según el horóscopo chino.

## Acontecimientos

### Enero
- 1 de enero: en México, se realizan pruebas de transmisiones en resolución UHDTV en algunas emisoras de televisión de pago y abiertas.
- 2 de enero: Arabia Saudita ejecuta a 47 personas por terrorismo, entre ellas el clérigo chií Nimr Baqr al-Nimr, aunque la mayor parte de la comunidad internacional atribuyó su sentencia a causas políticas.[4]
- 3 de enero: Arabia Saudita rompe relaciones diplomáticas con Irán a raíz de las fuertes protestas provocadas por la ejecución de Nimr Baqr al-Nimr.[5]
- 4 de enero: en India y Bangladés, se registra un terremoto de magnitud 6,9 en la escala de Richter que deja 10 muertos y 160 heridos.[6]
- 5 de enero: se inaugura la IV Asamblea Nacional de Venezuela, en la que asumen como diputados 163 de los 167 candidatos electos en las elecciones del 6 de diciembre. El presidente de la cámara para este periodo es Henry Ramos Allup.[7]
- 6 de enero: Corea del Norte detona su primera arma nuclear de hidrógeno, después de que Corea del Sur detectara un sismo de una intensidad entre 4,5 y 5,1.[8]
- 8 de enero: en la ciudad de Los Mochis (México), el narcotraficante Joaquín Guzmán Loera «El Chapo Guzmán» es capturado por tercera vez en un operativo de la marina mexicana después de la fuga el 11 de julio de 2015.[9]
- 9 de enero: 
  - Fallece la piloto italiana María Teresa de Filippis.
  - En Barcelona (España), Artur Mas dimite y es sustituido por Carles Puigdemont como candidato de Junts pel Sí a la presidencia de la Generalidad de Cataluña.
- 10 de enero: En Nueva York, Estados Unidos, fallece a los 69 años el cantante David Bowie.
- 11 de enero: en Zúrich (Suiza), el futbolista Lionel Messi gana su quinto premio Balón de Oro como «mejor jugador del año 2015», tras derrotar en las votaciones a Cristiano Ronaldo y su compañero de equipo Neymar.
- 12 de enero: en la ciudad de Estambul (Turquía), la banda terrorista Estado Islámico lleva a cabo un atentado. Mueren 10 personas y 15 más resultan heridas.
- 13 de enero: en España quedan constituidas las nuevas Cortes Generales y arranca la XI legislatura tras la celebración de Elecciones Generales el 20 de diciembre. Se elige al socialista Patxi López como presidente del Congreso de los Diputados y al popular Pío García-Escudero como presidente del Senado.
- 14 de enero:
  - Se registran en Yakarta, capital de Indonesia, 5 explosiones en un centro comercial y varios tiroteos, que dejan un saldo de al menos 5 muertos y 19 heridos. El Estado Islámico se adjudicó los atentados.
  - Jimmy Morales asume como presidente de Guatemala.
- 15 de enero: un atentado terrorista en un hotel en Uagadugú (Burkina Faso) deja al menos 29 personas muertas y 30 heridos. Los grupos terroristas Al Qaeda del Magreb Islámico y Al Murabitun reivindica su autoría del atentado.
- 16 de enero:
  - En la ciudad de Rosario (Argentina) finaliza el Rally Dakar.
  - Estados Unidos y la Unión Europea anuncian que levantan las sanciones a Irán por cumplir el acuerdo nuclear.[10]

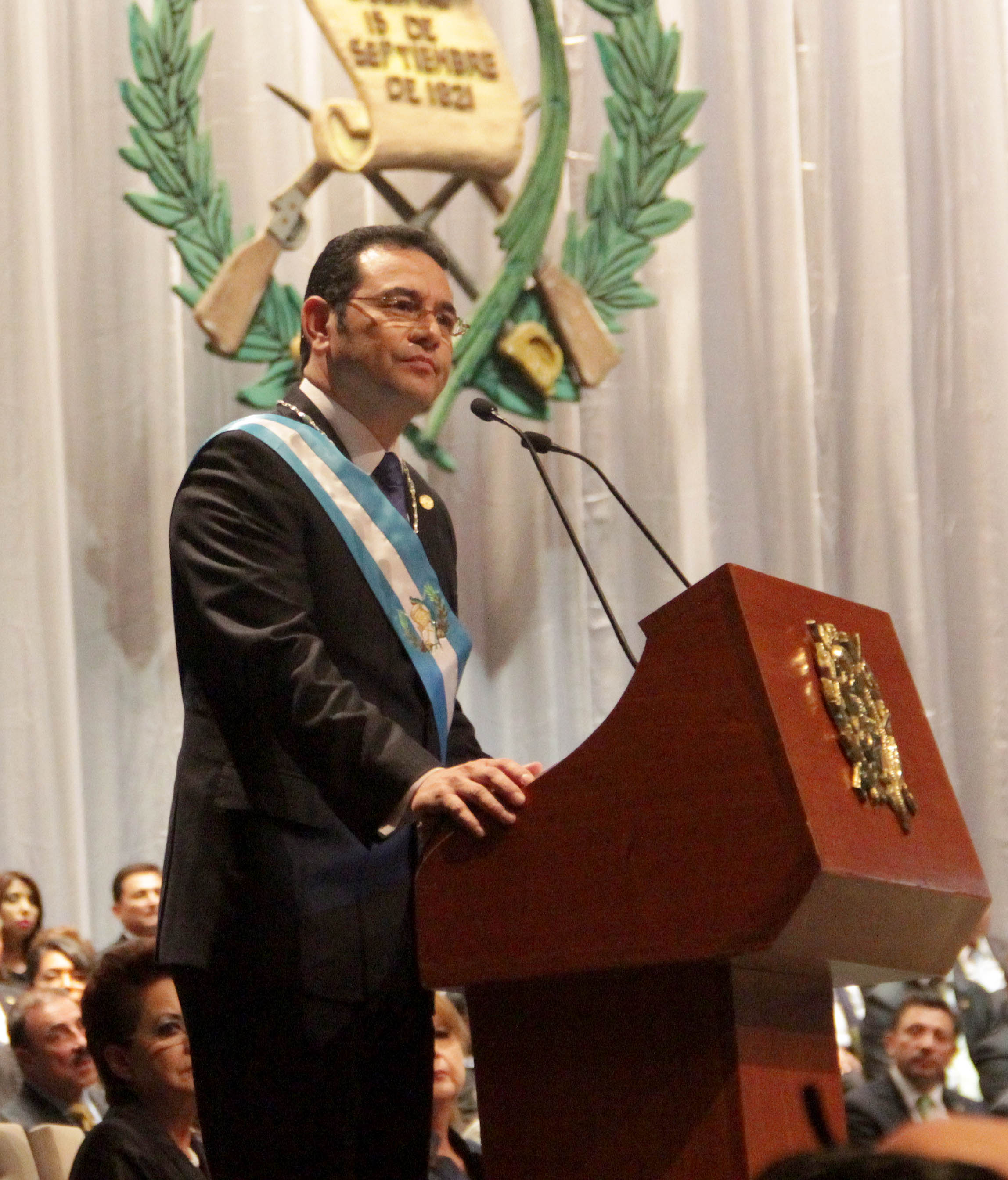
Jimmy Morales el 14 de enero.

- Jimmy Morales el 14 de enero.22 de enero: la región este de Estados Unidos es azotada por la tormenta invernal Jonas. La supernevada ―que alcanzó hasta los 60 cm y se clasificó entre las cinco más fuertes en la historia de ese país―, generó que más de 85 millones de personas no pudieran salir a las calles, numerosos fallecidos, así como inundaciones.
- 24 de enero: en el sur de Alaska, se registra un terremoto de magnitud 7,1 en la escala de Richter, provocando apagones eléctricos en algunos puntos de su principal ciudad, Anchorage.
- 25 de enero: se registra un terremoto de magnitud 6,3 en la escala de Richter en el mar de Alborán (España), provocando daños en el sur de la comunidad de Andalucía. En la ciudad de Melilla, 26 personas resultan heridas y en la localidad marroquí de Alhucemas hubo 2 víctimas (1 adulto herido por caída de altura y 1 niño fallecido por paro cardiaco).
- 26 de enero: el presidente iraní, Hasán Rouhaní, visita al papa Francisco en la Ciudad del Vaticano. Es esta la primera vez que un jefe de Gobierno de Irán realiza una visita oficial a este microestado.
- 28 de enero: la OMS anuncia un brote de virus del Zika.[11]
- 29 de enero: 
  - Una feroz tormenta supercélula arraza la ciudad de Porto Alegre, Brasil.
  - Debido a una reforma política aprobada por el presidente Enrique Peña Nieto, la capital de México deja de llamarse Distrito Federal y pasa a llamarse Ciudad de México.

### Febrero

Onda gravitacional.

- 1 de febrero: la Organización Mundial de la Salud (OMS) declara emergencia internacional por la propagación del virus del Zika.
- 6 de febrero: en Taiwán, un terremoto de 6,4 grados de la Escala de Mercalli dejó más de 500 heridos, 116 muertos y un desaparecido.
- 7 de febrero: Corea del Norte lanza su segundo satélite al espacio.
- 11 de febrero: en la ciudad mexicana de Monterrey, se produce un enfrentamiento entre 2 grupos de reos en el penal del Topo Chico, que deja 52 muertos.
  - La Asamblea Nacional de Venezuela declara la 'crisis humanitaria' por la agudizada situación de escasez de alimentos en el país.[12] Además abrió una investigación al presidente Nicolás Maduro para certificar su lugar de nacimiento dentro del territorio nacional, por una solicitud presentada al órgano legislativo.[13]
  - Los científicos anuncian la primera detección de ondas gravitacionales predichas por la teoría de la relatividad general de Albert Einstein.[14][15]
  - Estados Unidos legaliza la circulación de coches autónomos en todo su territorio.
- 12 de febrero: El papa Francisco y el patriarca ortodoxo Cirilo I se reúnen en el Aeropuerto Internacional José Martí, de la capital de Cuba, luego de 962 años del Cisma de Oriente.[16][17] Más tarde el papa realizó una visita oficial a México por 5 días.[18]
- 15 de febrero: se realizan ataques aéreos sobre 2 hospitales de la ciudad de Azaz, en Siria, dejaron al menos 22 muertos, 8 desaparecidos y decenas de heridos. Mientras que una misión médica apoyada por Médicos sin Fronteras, en la ciudad de Idlib, sufrió un bombardeo que provocó la muerte de 7 trabajadores y la desaparición de 8.[19]
  - Jocelerme Privert asume de forma interina la presidencia de Haití para convocar nuevamente a la segunda vuelta de las elecciones presidenciales, que se celebraron en el mes de noviembre.[20][21]
- 16 de febrero: Venezuela aprueba el proyecto de ley de amnistía y reconciliación, que contempla una amnistía para muchos políticos encarcelados desde 1999, cuando el expresidente Hugo Chávez tomó posesión de la presidencia. La oposición parlamentaria argumenta que los juicios no se realizaron de forma imparcial. El actual jefe de Estado, Nicolás Maduro, dijo no estar dispuesto a promulgar la ley.[22][23][24]

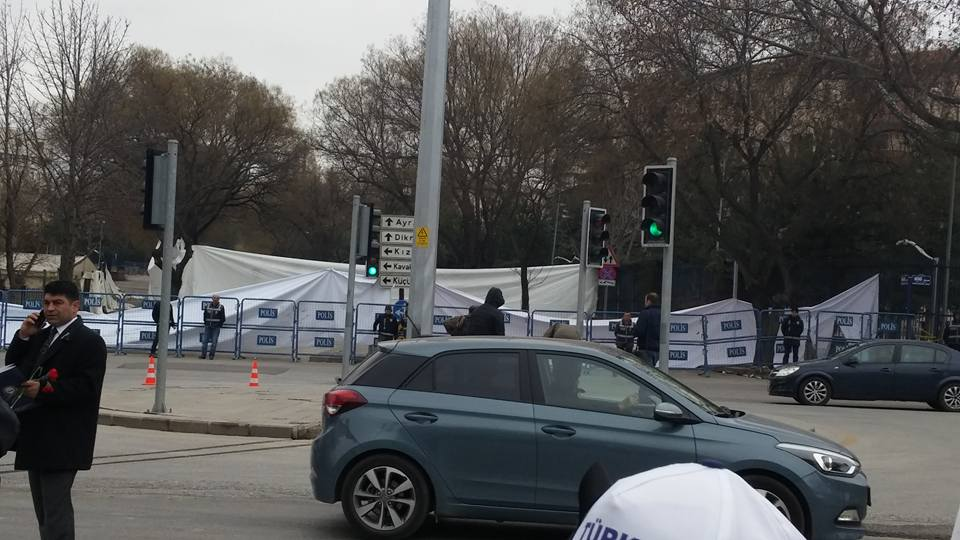
Lugar del ataque terrorista en Ankara.

- 17 de febrero: un ataque terrorista contra el Ejército de Turquía deja 28 muertos y 16 heridos en la capital, Ankara.[25] Los Halcones de la Libertad del Kurdistán, grupo terrorista kurdo escisionado del PKK, reivindicaron el atentado.[26]
- 21 de febrero: el ciclón Winston azota las islas Fiyi.[27]
- 22 de febrero: el Estado Islámico perpetra atentados terroristas en la ciudad siria de Homs y en la capital Damasco, que dejan a 184 personas muertas.[28]
- 26 de febrero: el suizo Gianni Infantino es electo nuevo presidente de la FIFA.[29]
- 27 de febrero: 
  - Empieza el alto al fuego en Siria, sumida en la Guerra Civil, acordado por Estados Unidos y Rusia, junto con las partes del conflicto que cada uno apoya. Y excluyendo a organizaciones terroristas como el Estado Islámico o Jabhat al-Nusra (asociada a Al Qaeda).[30]
  - Se celebra el 20 aniversario de Pokémon.
- 29 de febrero: Argentina y varios fondos de inversión acreedores, conocidos como «fondos buitre», firmaron un principio de acuerdo para la resolución de la disputa judicial iniciada en 2001, cuando el país entró en cesación de pagos o default, producto de la grave crisis económica de entonces. El acuerdo también permitirá a Argentina regresar a los mercados internacionales.[31][32]

### Marzo

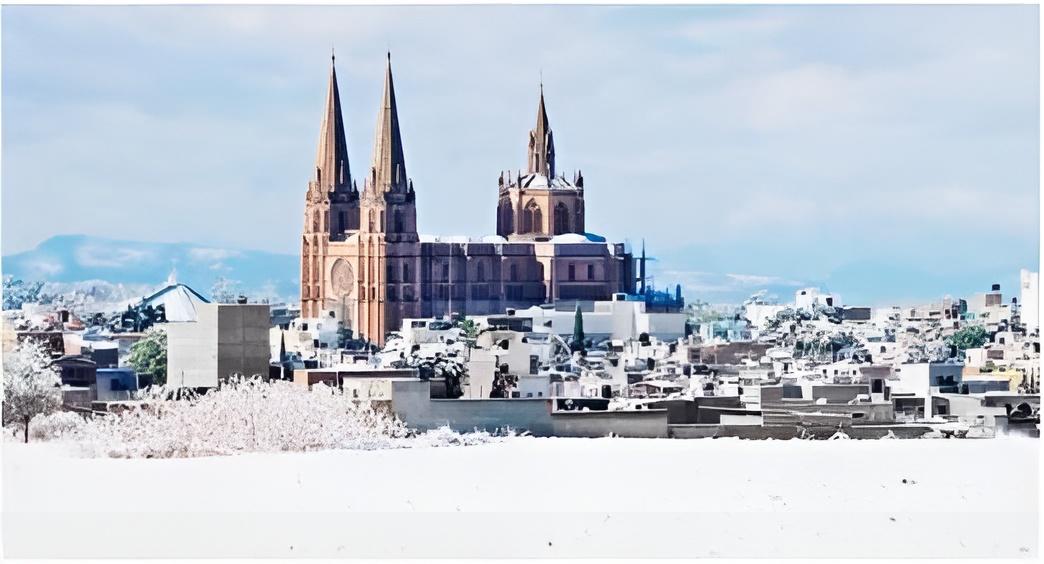
Caen nieve en la Ciudad de Arandas y sus alrededores en el estado mexicano de Jalisco a causa de una tormenta invernal.

- 1 de marzo: Colombia aprueba las zonas de concentración para las FARC, instancia en la que la guerrilla dejará las armas una vez que se firme la paz en los diálogos de La Habana.[33]
  - El Tribunal Supremo de Justicia (TSJ) de Venezuela anula parcialmente facultades de control de la Asamblea Nacional sobre los poderes públicos.[34]
- 1-5 de marzo: se celebra el discurso de investidura del nuevo presidente del Gobierno de España, Pedro Sánchez, y 2 votaciones para ratificar o negar la misma.[35]
- 3 de marzo: en Honduras es asesinada la reconocida activista medioambiental Berta Cáceres, quien además pertenecía a la etnia Lenca y obtuvo reconocimientos en el extranjero por su labor.[36][37]
- 6 de marzo: Bolivia y Rusia suscriben acuerdo para construir planta nuclear en la ciudad boliviana de El Alto, y según afirmaron, con fines pacíficos. El proyecto incluye un centro para el diagnóstico precoz de cáncer, una planta de seguridad alimentaria y un reactor nuclear de investigación científica.[38][39]
- 7 de marzo: en la ciudad de Ben Guerdan (Túnez), próxima a Libia, presuntos terroristas de Estado Islámico procedentes del país vecino atacan una comisaría y un cuartel dejando a 19 personas muertas, más 36 de los atacantes. Fuentes de seguridad informaron que varios de los atacantes lograron huir. Posteriormente algunos de ellos fueron abatidos.[40][41]
- 8 de marzo: el Supremo Tribunal Federal de Brasil sentencia a 19 años y 4 meses de prisión a Marcelo Odebrecht, dueño del conglomerado Odebrecht, que tiene alcances en diversos puntos del planeta. Los delitos que llevaron a esta condena fueron corrupción, lavado de dinero y asociación criminal. El caso forma parte de la Operación Lava Jato.[42][43]
- 9 de marzo: Irán realiza varias pruebas de misiles balísticos con carácter disuasivo, según informó. Esto poco después del histórico acuerdo nuclear alcanzado con varias potencias. Estados Unidos e Israel, en una reunión de Estado, condenaron las pruebas. El primero, una de las potencias del acuerdo, advirtió contra las mismas. También trascendió la inscripción del mensaje Israel debe desaparecer de la faz de la Tierra en los misiles, como en anteriores oportunidades.[44][45]
- 12 de marzo: se realizan protestas en Caracas (Venezuela) exigiendo que el presidente Nicolás Maduro renuncie al cargo.
- 13 de marzo: en la capital de Turquía, Ankara, se perpetra un atentado con coche bomba que deja al menos 34 muertos y 125 heridos, y luego de otro atentado de menor magnitud ejecutado recientemente. Mientras que en Costa de Marfil, hombres armados de Al Qaeda en el Magreb Islámico y Al Murabitun efectuaron disparos en tres hoteles de playa de la ciudad de Grand-Bassam y ejecutaron a 16 personas.[46][47][48]
- 14 de marzo: Rusia anuncia el final de su intervención militar en la guerra civil siria.[49]
  - Los ciudadanos peruanos quedan exentos del requisito de visa para viajes a los países de la Unión Europea que integran el espacio Schengen.[50]
  - La exitosa serie Soy Luna es estrenada en Latinoamérica, un éxito en el que Disney Channel Latinoamérica le ha traído gran cantidad de ingresos.
- 18 de marzo: detienen en Bruselas (Bélgica) al autor de los atentados de París de noviembre de 2015.
- 19 de marzo: se estrella un avión modelo B737-800 de la compañía Flydubai al momento de su aproximación en el aeropuerto de Rostov del Don.
- 21 de marzo: el presidente de Estados Unidos, Barack Obama, realiza una histórica visita a Cuba que durará hasta el 22 de marzo.
- 22 de marzo: tienen lugar dos explosiones de kamikazes en el Aeropuerto y una en el Metro de Bruselas, que dejan 32 y unos 300 heridos. El Estado Islámico asumió la autoría de los ataques.[51]
- 23 de marzo: el presidente de Estados Unidos, Barack Obama, realiza una visita a Argentina que durará hasta el 24 de marzo
- 24 de marzo: el expolítico serbobosnio, Radovan Karadžić, es condenado a cuarenta años de prisión por Crímenes de lesa humanidad, cometidos en la Masacre de Srebrenica y el Sitio de Sarajevo, tras una sentencia dictada por el Tribunal Penal Internacional para la ex Yugoslavia.[52]

### Abril

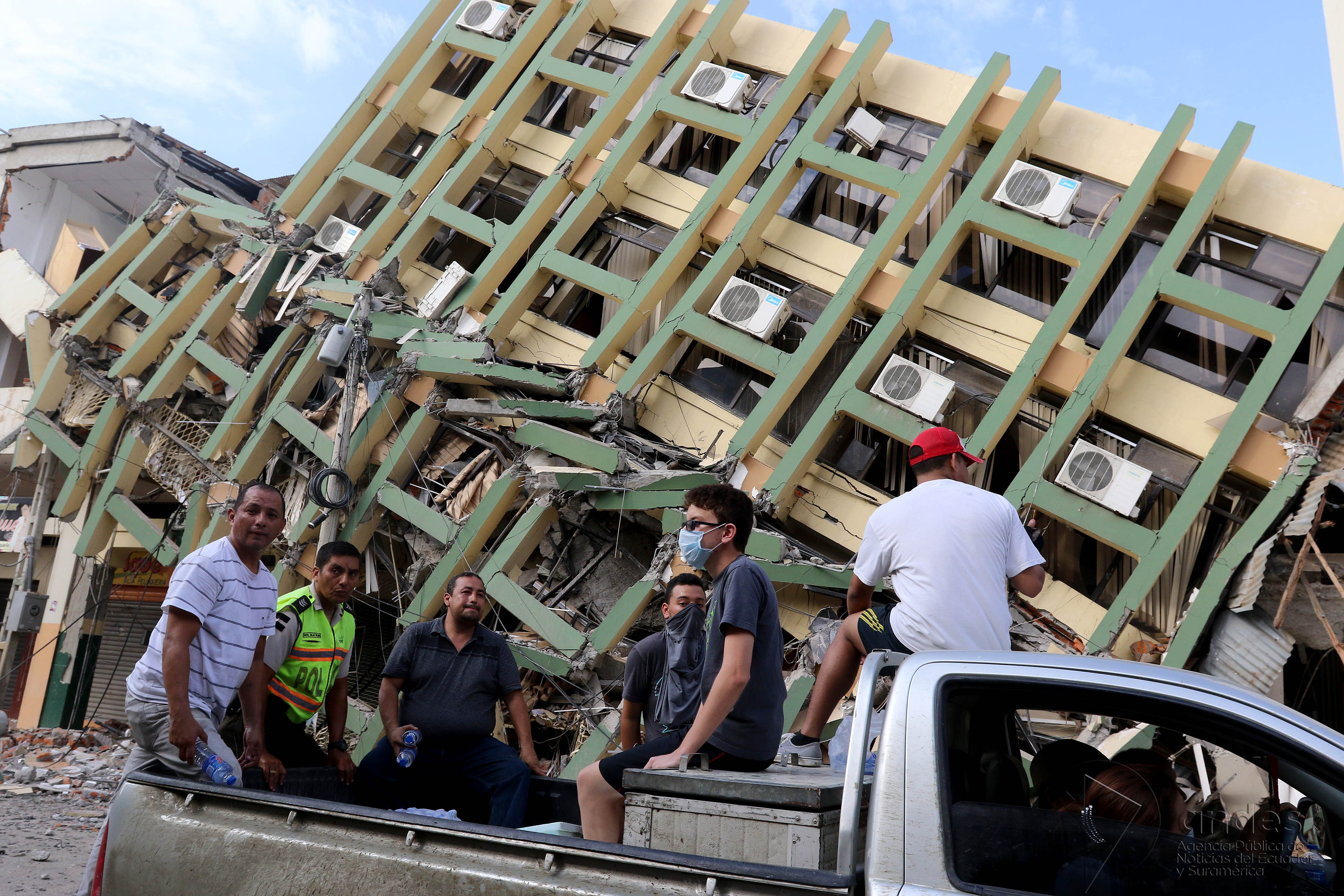
Terremoto de Ecuador de 2016.

- 1 de abril: estallan combates entre Armenia y Azerbaiyán entre el 1 al 5 de abril en La región del Nagorno Karabaj y sus alrededores. Los enfrentamientos fueron definidos como los peores desde 1994.
- 3 de abril: salen a la luz los Panama Papers, que revelan paraísos fiscales de jefes de Estado y de gobierno, líderes de la política mundial, personas políticamente expuestas y personalidades de las finanzas, negocios, deportes y arte. Es la mayor revelación de su tipo en la historia.[53]
  - Se celebra la edición número 32 de WrestleMania.

- 7 de abril: OV7 y Kabah Se presenta en la Arena Ciudad de México
  - En Colombia la Corte Constitucional aprueba el matrimonio igualitario en toda la república. Colombia se convierte en el cuarto país latinoamericano en aprobarlo.
- 8 de abril: El primer aterrizaje de la primera fase de un cohete orbital sobre una plataforma en el océano (Falcon 9 Vuelo 23) de la compañía SpaceX.
- 10 de abril: Keiko Fujimori, del partido Fuerza Popular e hija del expresidente Alberto Fujimori, y Pedro Pablo Kuczynski, de Peruanos por el Kambio, pasan a la segunda vuelta en las elecciones generales de Perú. Verónika Mendoza, del Frente Amplio, resulta en tercer lugar.
- 15 de abril: Un seísmo de magnitud 7.0 sacude Japón.[54]
- Tornado F2/F3, azota la ciudad de Dolores, en el departamento de Soriano, Uruguay, dejando cinco personas fallecidas y unas doscientas heridas, además de dos niños en estado grave, se declaró luto nacional durante los días 16 y 17 de abril.
- 16 de abril: Terremoto de magnitud 7.8 azota las costas de Ecuador dejando 670 fallecidos y más de 2000 heridos.[55]
- 20 de abril: Microsoft descontinúa la Xbox 360
- 21 de abril: En Minnesota, Estados Unidos, fallece a los 57 años el cantante Prince.
- 24 de abril: Haití celebra la segunda vuelta de las elecciones presidenciales, aplazada dos veces desde diciembre.[56]
- 26 de abril: en Venezuela, el Consejo Nacional Electoral entrega formulario para la activación del referendo revocatorio y decidir el revocatoria de Nicolás Maduro de la presidencia del Estado.
- En Venezuela se anuncia la creación de las Fuerzas de Acciones Especiales (FAES)

### Mayo

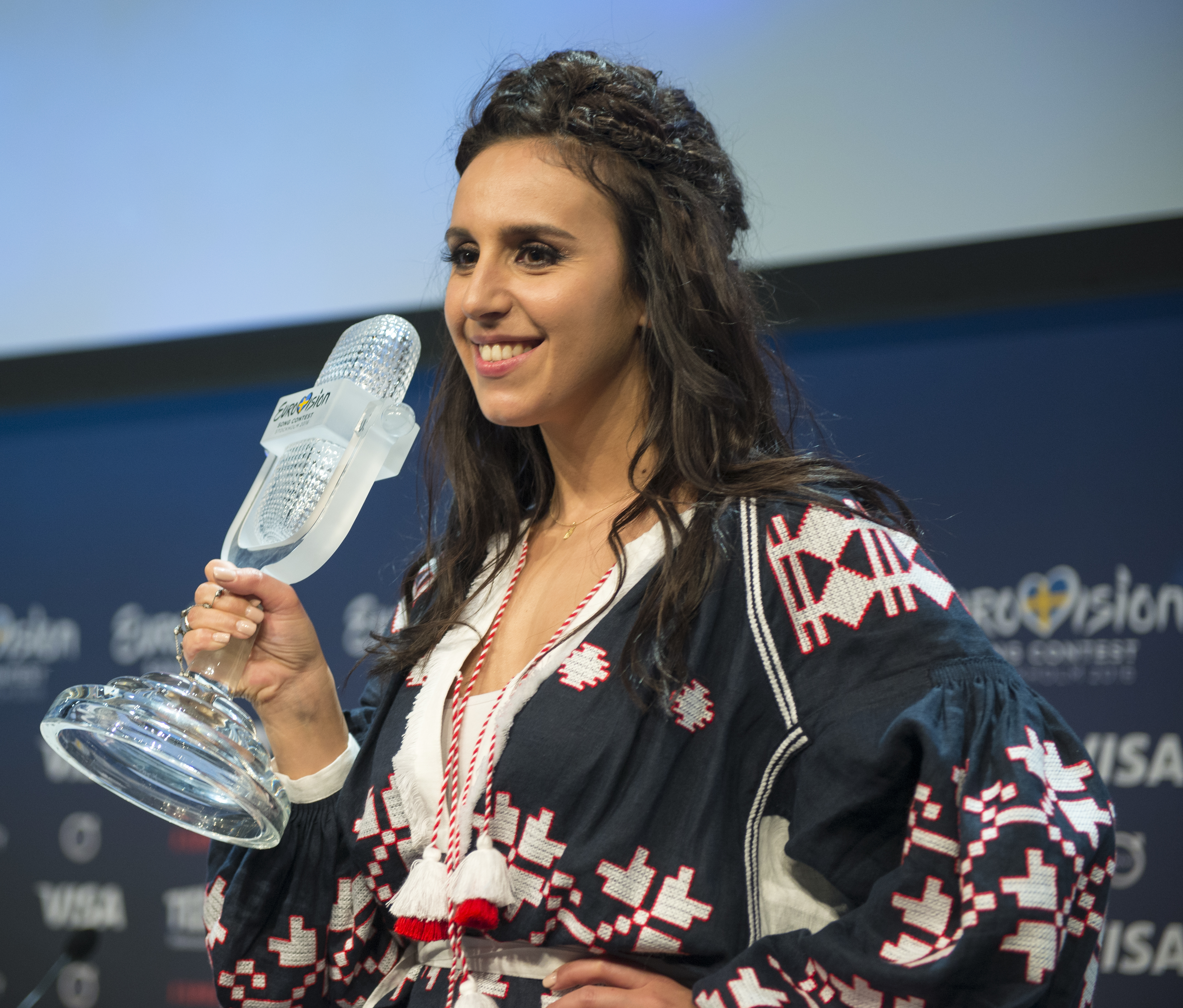
Jamala, ganadora del Festival de Eurovisión de 2016 en Estocolmo.

- 3 de mayo: el Tribunal Supremo de Justicia de Venezuela emite una demanda de nulidad al artículo 44 de Código Civil, así inicia el primer paso del Matrimonio Igualitario en Venezuela.
- 9 de mayo: se produjo un tránsito de Mercurio. El tránsito completo fue visible en América del Sur, este de América del Norte, Europa Occidental, y un tránsito parcial en cualquier otro lugar, excepto Australia y Asia oriental.[57]
- 12 de mayo: en Brasil, el Senado suspende a la presidenta Dilma Rousseff de sus funciones, por 180 días, para que pueda dedicarse exclusivamente a su defensa en el juicio político por presuntamente utilizar préstamos de bancos estatales para cubrir el déficit fiscal y pagar programas sociales previamente a su reelección en 2014. La reemplazó su vicepresidente Michel Temer, ya desde hacía poco crítico con Rousseff.[58][59]
- 13 de mayo: se estrena para las consolas de Xbox One, PlayStation 4, y PC el Reinicio del exitoso videojuego Doom, desarrollado por Id Software. Originalmente lanzado en  1993, siendo este el videojuego que influyó en la popularidad de los juegos tipo Videojuego de disparos en primera persona en la actualidad gracias a su dinámica e innovación durante la época.
- 14 de mayo: en Estocolmo (Suecia) se celebra la final de la LXI edición del Festival de la Canción de Eurovisión 2016 donde Jamala obtiene la segunda victoria para Ucrania con la canción 1944 acumulando 534 puntos.
- 15 de mayo: Danilo Medina gana las elecciones generales en República Dominicana y es reelecto como Presidente de la República Dominicana con el 61.74% de los votos.
- 18 de mayo: Sevilla F. C. gana su quinta (5) Liga Europea de la UEFA y la tercera consecutiva tras vencer 3-1 al Liverpool FC.
- 19 de mayo: El vuelo MS804, que cubría la ruta París-El Cairo, desaparece de los radares a 280 km de las costas de Egipto. Hasta el momento no se han encontrado restos de las 66 personas a bordo.
- 25 de mayo: Indonesia decreta la castración química para las violaciones contra menores.[60]
- 27 de mayo: en la Ciudad del Vaticano se reúnen el presidente costarricense Luis Guillermo Solís y el papa Francisco.
- 28 de mayo: Real Madrid gana su undécima (11) Liga de Campeones de la UEFA tras vencer en los penales 5-3 al Atlético de Madrid.
- 29 de mayo: La carrera de IndyCar Series se celebra la  100.ª edición de las 500 millas de Indianápolis en Indianapolis Motor Speedway.
- 31 de mayo: en Argentina es asesinada la niña llamada Micaela Ortega de 12 años por un agresor que conoció por Facebook.[61]

### Junio

Mapa del resultado de referéndum sobre la permanencia de Reino Unido en la Unión Europea, en amarillo los que votaron permanecer, en azul los que votaron la salida.

- 1 de junio: Tiroteo en la Universidad de California de Los Ángeles, en el edificio 4 de ingeniería, 2 víctimas.
- 3 de junio: 
  - En el circuito de Barcelona (España) fallece en accidente el piloto español de motociclismo Luis Salom.
  - Inauguración de la 45.ª edición de la Copa América 2016 por Primera Vez en Estados Unidos con el partido inaugural entre las selecciones de Estados Unidos y Colombia.
- 5 de junio: Pedro Pablo Kuczynski y Keiko Fujimori se mantienen en 2.ª vuelta, tras estrecho margen, no hay ganador en las elecciones presidenciales en Perú.
- 9 de junio: La ONPE declara ganador de las elecciones presidenciales en Perú a Pedro Pablo Kuczynski con un 50.12% de los votos al 100% del escrutinio, siendo así las elecciones más reñidas y con el resultado más estrecho en la historia del Perú[62]
- 9 de junio: Se celebran elecciones estatales en catorce estados de México.
- 10 de junio: Se inaugura la Eurocopa 2016, en Francia con el partido entre la selección local y Rumanía.
- 12 de junio: Se produce la masacre de la discoteca Pulse de Orlando, causando 50 muertos y 53 heridos.
- 19 de junio: Cleveland Cavaliers se corona campeón de la NBA tras derrotar a Golden State Warriors 93-89.
- 23 de junio: Reino Unido decide mediante referéndum dejar de ser miembro de la Unión Europea.[63][64]
- 25 de junio: la empresa estatal petrolera Petroperú confirma, por tercera vez en el año, el derrame de petróleo en la Amazonía ocurrido el día anterior, según informó por una corrosión del Oleoducto Norperuano, hecho del que la policía ya tenía reporte. Este hecho se registró en la provincia de Datem del Marañón, departamento de Loreto.[65][66]
- 26 de junio: el Partido Popular, encabezado por el presidente de Gobierno Mariano Rajoy, gana las elecciones generales de España. El partido obtiene la mayoría simple en el Senado y en el Congreso de los Diputados, pero será necesario que pacte con otros partidos para alcanzar la mayoría absoluta en la segunda cámara y renovar su estancia en el Poder Ejecutivo.
- 26 de junio: un helicóptero del Ejército de Colombia se precipita de forma accidental a tierra en el municipio de Pensilvania (Caldas), muriendo los 17 ocupantes de la nave.[67]
- 26 de junio: en Nueva York (Estados Unidos), en el MetLife Stadium, finaliza la Copa América 2016 y Chile es Campeón de América por segunda vez consecutiva tras vencer otra vez por penales y por segunda vez a Argentina por 4 a 2 obteniendo su segundo título de la Copa América.
- 28 de junio: un atentado perpetrado por tres terroristas suicidas en el Aeropuerto Internacional Atatürk de Estambul (Turquía) causa 45 muertos y 239 heridos.[68][69]

### Julio
- 1-2 de julio: 6 hombres armados entran a una panadería-restaurante en Daca, capital de Bangladés, y toman decenas de rehenes, crisis que finaliza varias horas más tarde tras enfrentarse a la policía, logrando ser abatidos y uno herido, y dejando a 20 personas muertas y 50 heridos. El Estado Islámico se adjudicó el ataque, pero las autoridades lo atribuyeron a Jamaat-ul-Mujahideen Bangladés.[70]
- 3 de julio: el Estado Islámico perpetra un atentado suicida en Bagdad y causa en torno a 250 muertos.
- 4 de julio: la sonda espacial Juno ingresa a la órbita de Júpiter.
- 6 de julio: se publica el «informe Chilcot», con los resultados de la investigación sobre la inadecuada participación del Reino Unido en la guerra de Irak iniciada en 2003.[71]
- 7 de julio: 
  - En Dallas (Estados Unidos), cinco agentes de la policía son asesinados por varios francotiradores.
  - Gambia prohíbe el matrimonio infantil.[72]
- 10 de julio: en París (Francia) finaliza la Eurocopa 2016 y Portugal es campeón por primera vez de Europa tras vencer 1-0 en la prórroga a la anfitriona Francia.
- 13 de julio: en el Reino Unido, Theresa May es elegida primera ministra. Es la segunda mujer que desempeña ese cargo en ese país.
- 14 de julio: un camión arrolla a una multitud en la ciudad de Niza, en Francia, dejando a 85 personas sin vida y a 303 heridos. El motivo de la concentración de gente eran los festejos por el aniversario N.º 227 de la Toma de la Bastilla, el Día Nacional de Francia. El conductor, un ciudadano franco-tunecino, fue abatido por la policía.

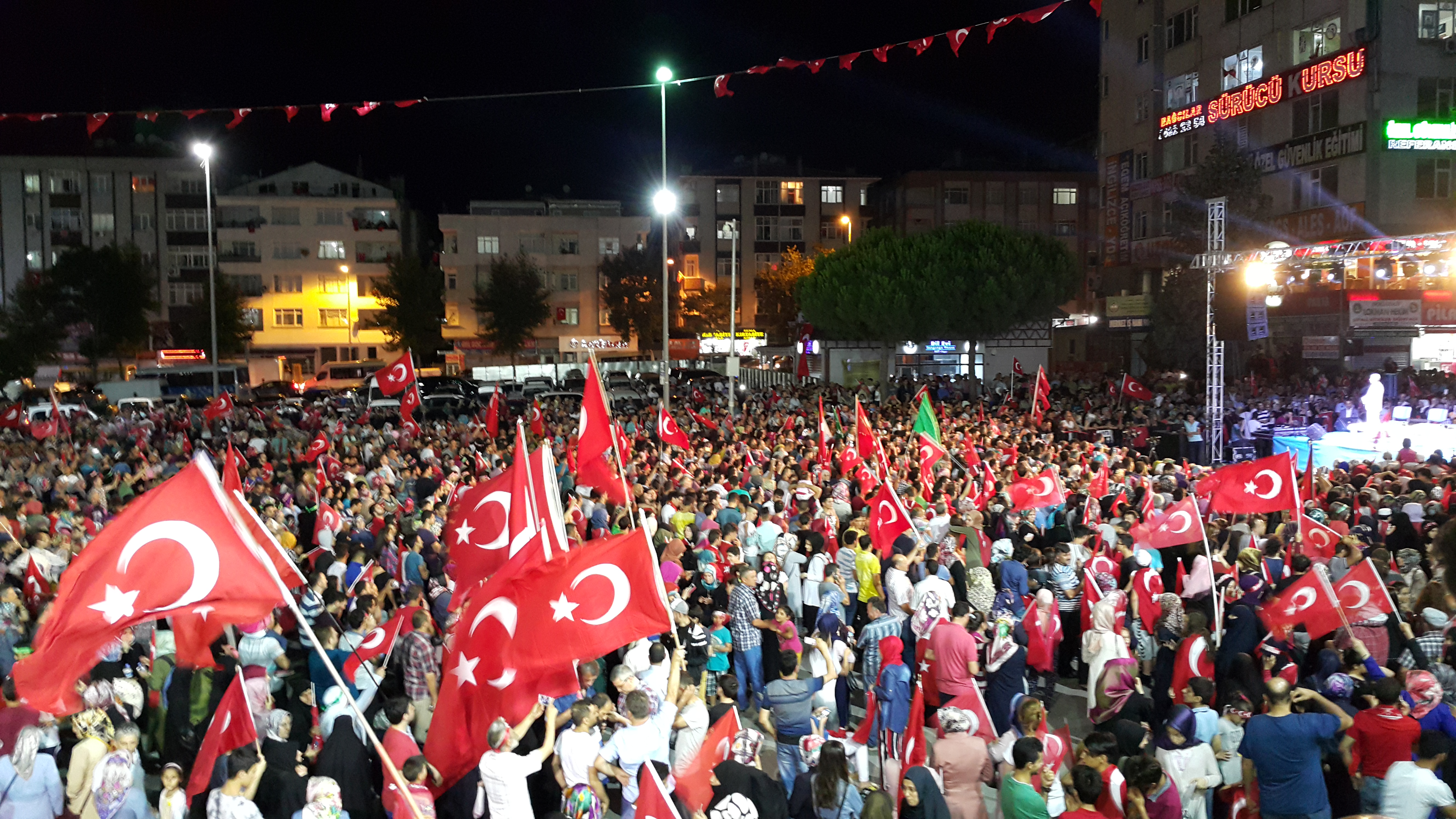
Protestas en Estambul contra el intento de golpe de Estado en Turquía.

- 15 de julio: el Ejército de Turquía toma el poder y decreta la ley marcial y el toque de queda, aunque el Gobierno dice haber retomado el control de la situación, los militares golpistas, paralelamente, sostienen que ellos son quienes ahora controlan el país.[73]
- 22 de julio: se produce un tiroteo en Múnich, Alemania, en un restaurante McDonald's del Centro Comercial Olympia, resultando 9 muertos y 16 heridos.[74]
- 23 de julio: un atentado suicida en Kabul (Afganistán) causa 80 muertos y 231 heridos. El Estado Islámico reivindicó su autoría.[75]
- 24 de julio: un atentado suicida en Bagdad (Irak) causa 21 muertos y 35 heridos. El Estado Islámico reivindicó su autoría.[76]
- 25 de julio al 1 de agosto: en Cracovia (Polonia) se celebra la XIX Jornada Mundial de la Juventud con la presencia del papa Francisco.
- 27 de julio : En Colombia el Atlético Nacional gana su segunda Copa Libertadores de América tras vencer a Independiente del Valle 2-1 en el Global.
- 28 de julio: En el Congreso de la República del Perú, Lima, con 77 años Pedro Pablo Kuczynski asume como nuevo presidente del Perú por el quinquenio 2016-2021, siendo el más longevo y experimentado en llegar al cargo.

### Agosto

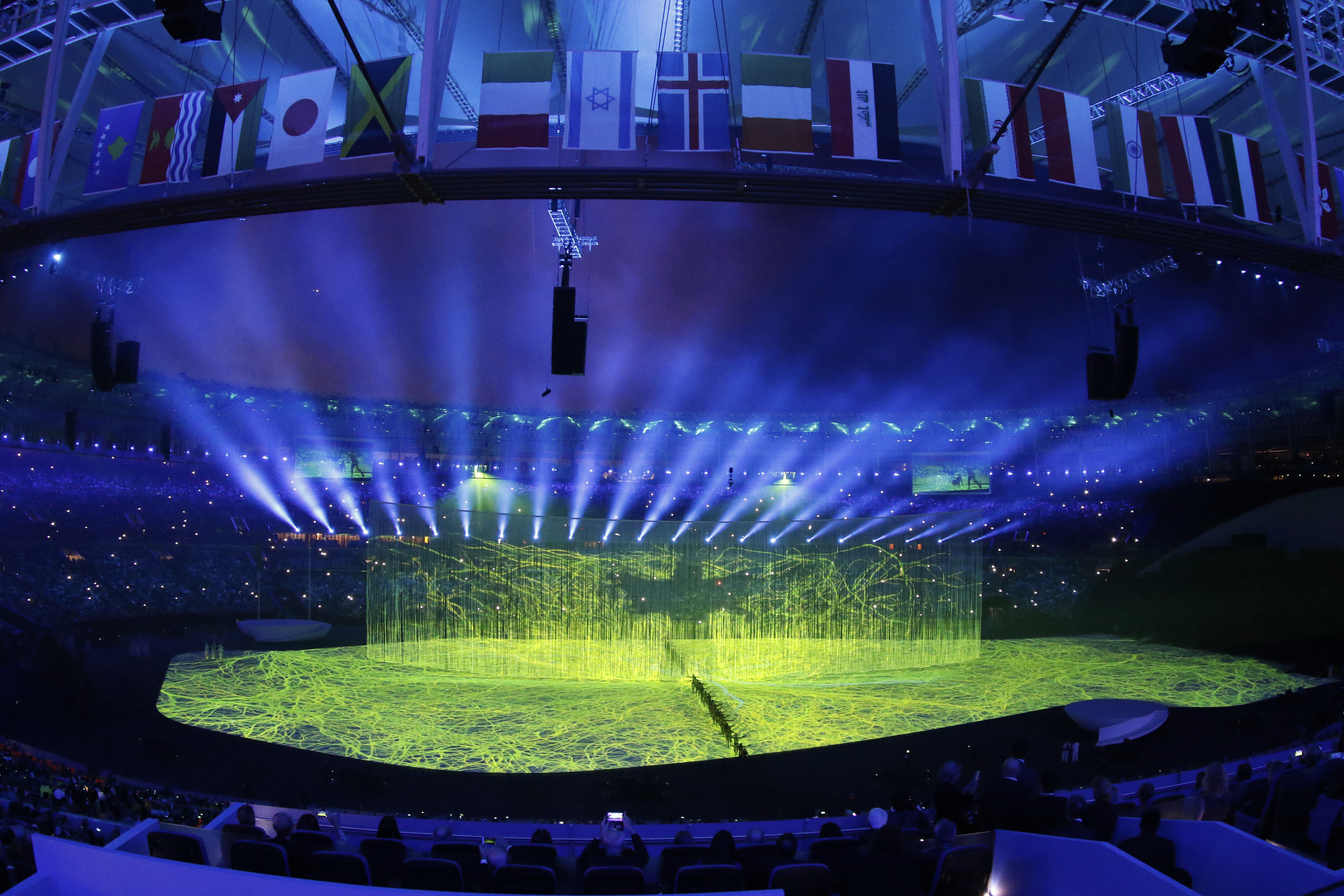
Inauguración de los Juegos Olímpicos en Río de Janeiro en 2016.

- 3 de agosto: fallece de cáncer el expiloto neozelandés Chris Amon.
- 5 de agosto: Inicio de los XXXI Juegos Olímpicos en Río de Janeiro.
- 8 de agosto: el Estado Islámico ejecuta un atentado suicida en un hospital de la ciudad de Quetta, en Pakistán, que deja un saldo de 70 muertos y 110 heridos.[77]
- 9 de agosto: fallece el empresario, abogado y locutor colombiano Álvaro Castaño Castillo.
  - En Colombia, se sanciona una nueva ley sobre donación de órganos, que convierte en obligatoria esta práctica tras el fallecimiento, a menos que el donante en vida manifieste lo contrario.[78]
  - Debuta el grupo femenino de k-pop BLACKPINK con su álbum sencillo Square One teniendo una gran acogida a nivel mundial.
- 12 de agosto: el Tribunal Supremo de Justicia de Venezuela ratifica la condena de 13 años y 9 meses de prisión del dirigente opositor venezolano Leopoldo López, líder del partido Voluntad Popular, a quien el Gobierno acusó de ser el responsable de la violencia en las masivas manifestaciones de 2014, que dejaron 43 muertos y cientos de heridos.[79]
- 13 de agosto: En Perú se realiza la primera marcha Ni Una Menos en la capital y varias regiones. Se exigió una igualdad de género.
- 14 de agosto: un atentado contra rebeldes sirios perpetrado por el Estado Islámico en la entrada el campamento de refugiados Atmeh, en Idlib, cerca de la frontera con Turquía, deja a 32 militantes muertos. Según la organización terrorista, el autobús que transportaba a los combatientes se dirigía a Alepo para luchar justamente contra ellos, contra el Estado Islámico.[80]
  - Falsa alarma de tiroteo en el Aeropuerto Internacional John F. Kennedy, de Nueva York.[81][82]
- 15 de agosto: Estados Unidos libera a 15 presos del centro de detención de Guantánamo, quienes son enviados Emiratos Árabes Unidos.[83]
  - Tiene lugar el secuestro de 6 personas en la ciudad de Puerto Vallarta, en México. Las autoridades determinaron que tanto los captores como sus víctimas pertenecían a organizaciones criminales, siendo precisamente uno de los secuestrados uno de los hijos del narcotraficante Joaquín Guzmán Loera, alias el ‘Chapo’ Guzmán y líder del Cartel de Sinaloa.[84] Todos fueron liberados pocos días después.
  - La Autoridad Nacional Palestina revoca las acreditación de la Universidad de Al-Aqsa, de la Franja de Gaza, la mayor en este territorio, que, como se sabe, está separado de Cisjordania, el otro y mayor territorio de Palestina. Esta decisión se da por conflictos administrativos entre las autoridades educativas palestinas y gazatíes, iniciados el año anterior.[85]
- 16 de agosto: 
  - Fallece el abogado brasileño João Havelange.
  - Danilo Medina, presidente de República Dominicana, toma posesión del cargo por segunda vez.[86]
- 20 de agosto: Brasil consigue el primer oro olímpico en fútbol tras ganarle en 5-4 en penales a Alemania
- 21 de agosto: un atentado suicida deja 51 muertos durante una boda en la ciudad de Gaziantep, ubicada en el territorio turco de la región independentista del Kurdistán y cerca de la frontera con Siria. El Estado Islámico es el principal sospechoso, según el Gobierno.[87][88]
  - El gobierno de Corea del Sur advierte que Corea del Norte podría intentar asesinar a desertores del régimen de ese país.[89]
  - Irak ejecuta a 36 miembros del Estado Islámico por el secuestro y posterior asesinato de un elevado número de soldados en la base militar de Camp Speicher, cerca de Tikrit, ocurrida en junio de 2014.[90][91]
  - En México, es liberado Alfredo Guzmán Salazar; alias 'Alfredillo', hijo de Joaquín Guzmán Loera; alias el ‘Chapo’ Guzmán, quien había sido secuestrado por el Cártel de Jalisco Nueva Generación (CJNG). El hecho habría, para las autoridades, habría ocurrido como parte de disputas entre cárteles por el control de los territorios y de los canales para el tráfico de droga.[92][93]
  - Finalización de los Juegos Olímpicos de Río de Janeiro.
- 22 de agosto: la Corte Penal Internacional inicia el juicio contra un ex presunto integrante del grupo terrorista Ansar ad-Din por la destrucción de reliquias religiosas y arquitectónicas, consideradas patrimonio cultural de la humanidad, en la ciudad de Tombuctú, en Malí, durante el conflicto armado iniciado en 2012 y finalizado en 2013.[94][95][96]
- 24 de agosto: el Gobierno de Colombia y la guerrilla de las FARC rubrican el acuerdo final que cierra las negociaciones de paz en La Habana, para poner fin al conflicto armado, iniciado por esta última en 1964.[97][98][99][100]
  - En Italia central se registra un terremoto de magnitud 6,2 de intensidad, causando 294 muertos y 388 heridos.
- 27 de agosto: una emboscada del grupo insurgente Ejército del Pueblo Paraguayo, autodeclarado marxista-leninista, deja a 8 militares muertos en el norte de Paraguay.[101]
- 28 de agosto: Fallece el cantante,compositor, productor discográfico, filántropo y actor mexicano Alberto Aguilera Valadez más conocido como Juan Gabriel en Santa Mónica (California).
- 29 de agosto: un atentado en la ciudad yemení de Adén causa 71 muertos.

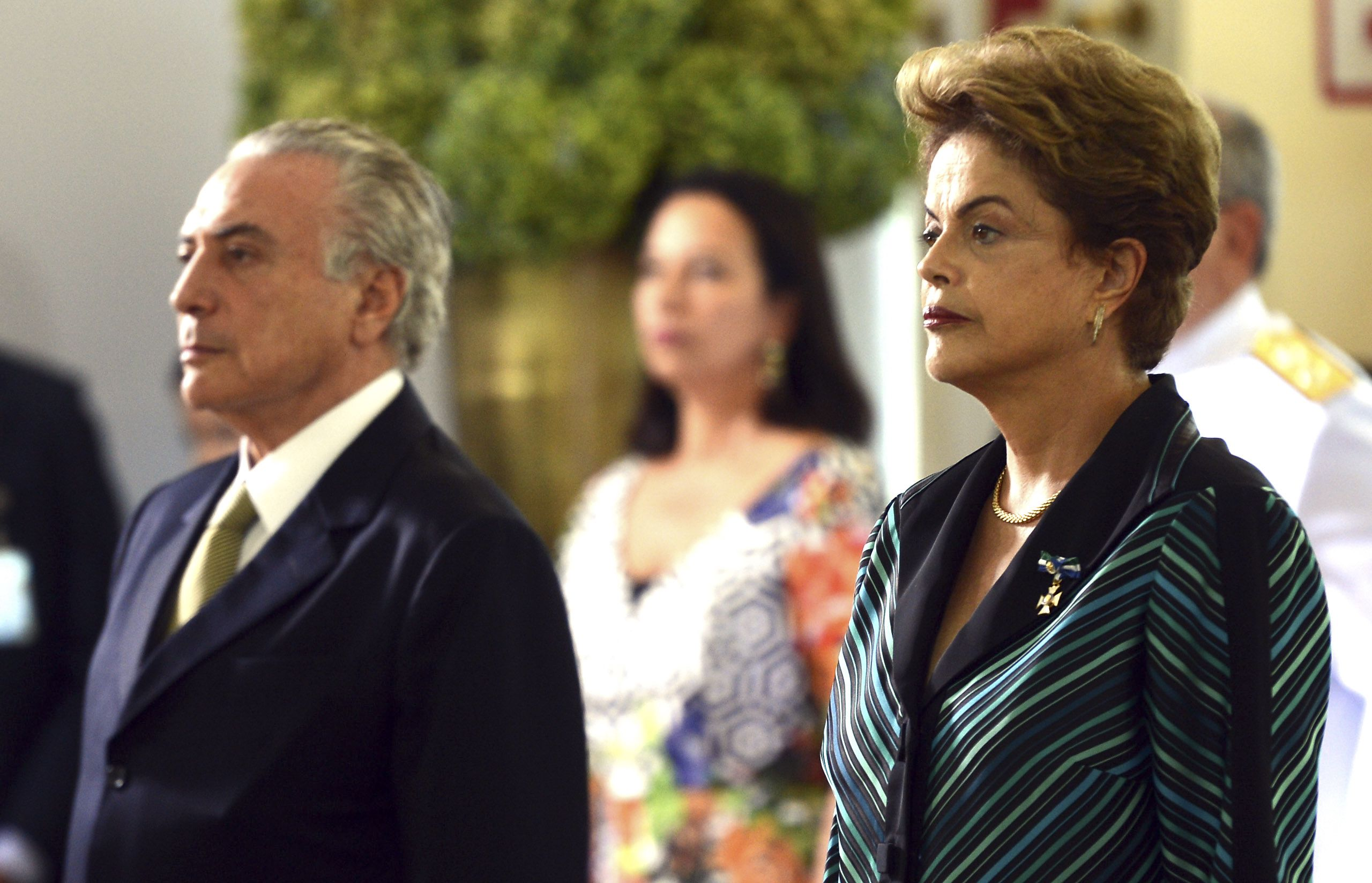
Michel Temer (al fondo) asume la presidencia de Brasil en sustitución de Dilma Rousseff.

- 31 de agosto: Michel Temer asume como presidente de Brasil tras ser destituida Dilma Rousseff.

### Septiembre
- 9 de septiembre: La banda Skillet publica la canción stars
- 12 de septiembre: un terremoto de 5,3 grados azota el sudeste de Corea del Sur.
- 15 de septiembre: Perú lanza su primer satélite (PeruSAT-1) al espacio.
- 25 de septiembre: en España, se celebran elecciones autonómicas a los parlamentos del País Vasco y Galicia.
- 26 de septiembre: en Colombia, el gobierno y la guerrilla de las FARC-EP firman los acuerdos de paz en la ciudad de Cartagena, en un intento de poner fin a un conflicto de más de 50 años.

### Octubre
- 2 de octubre: triunfo del No en el plebiscito sobre los acuerdos de paz de Colombia.
- 7 de octubre: el presidente colombiano, Juan Manuel Santos es galardonado con el Premio Nobel de la Paz «por sus grandes esfuerzos para finalizar la guerra civil de más de 50 años en Colombia».
- 10 de octubre: tránsito del posible exoplaneta análogo a la Tierra KOI-4878.01.
- 11 de octubre: En las Eliminatorias Sudamericanas a Rusia 2018. La selección de Paraguay vence por primera vez a Argentina por 0-1 en Eliminatorias mundialistas en Córdoba donde ya lo habían conseguido Ecuador (0-2) en las mismas eliminatorias, Brasil (1-3) en las eliminatorias a Sudáfrica 2010 y Colombia (0-5) en las eliminatorias a Estados Unidos 1994.
- 12 de octubre: El Gobernador de Veracruz de Ignacio de la Llave México Javier Duarte de Ochoa renuncia a gobernador por acusaciones de corrupción y de enriquecimiento ilícito.
- 13 de octubre: Bob Dylan gana el Premio Nobel de Literatura.
- 14 de octubre: Es fundado el movimiento político Rumbo Libertad en Venezuela.

16 de octubre: El ejército iraquí despliega su mayor ofensiva contra Estado Islámico en la llamada Batalla de Mosul para liberar esa ciudad.
- 17 de octubre: En la Ciudad de México, se inaugura la estación de televisión XHCTMX-TDT (Imagen Televisión).

- 19 de octubre: en Lima (Perú), tres bomberos de la Compañía de Bomberos Voluntarios Roma N.º 2 fallecen intentando sofocar un incendio en el Distrito de El Agustino.[102]
- 22 de octubre: Los Chicago Cubs ganan el banderín de la Liga Nacional de la MLB, después de 71 años.
- 23 de octubre: En las regiones y provincias de Chile, se celebran las elecciones municipales.
- 24 de octubre: En el epicentro de Italia, 243 personas murieron a causa de un terremoto
- 26 de octubre: en Venezuela, miles de personas salieron a las calles a protestar en la llamada Toma de Venezuela, en algunas ciudades se presentaron disturbios y detenciones.
- 29 de octubre: se lleva a cabo el primer Desfile de Día de Muertos en la Ciudad de México, basado en la escena inicial de la película Spectre donde aparece un carnaval de Día de Muertos.[103]

30 de octubre: terremotos de 5.4 y 5.0 sacuden el centro de Colombia, el epicentro se ubica en una población cercana a Neiva, ciudad capital del departamento del Huila. Se reportaron daños graves y superficiales incluido un derrumbe en el norte del Huila, estos terremotos fueron sentidos en al menos 7 departamentos del país.
- En España, Mariano Rajoy jura el cargo como presidente del gobierno después de 10 meses de interinidad. El segundo partido del país se abstiene para facilitarle el gobierno e impedir que se produzcan nuevas elecciones.[104]

31 de octubre: el grupo femenino de k-pop BLACKPINK lanza su segundo álbum sencillo Square Two

### Noviembre
- 2 de noviembre: Los Chicago Cubs se coronan campeones en la Serie Mundial de Béisbol al conseguir su tercer título, después de 108 años.[105]
- 6 de noviembre: en Nicaragua, se celebran elecciones generales donde es reelegido Daniel Ortega.

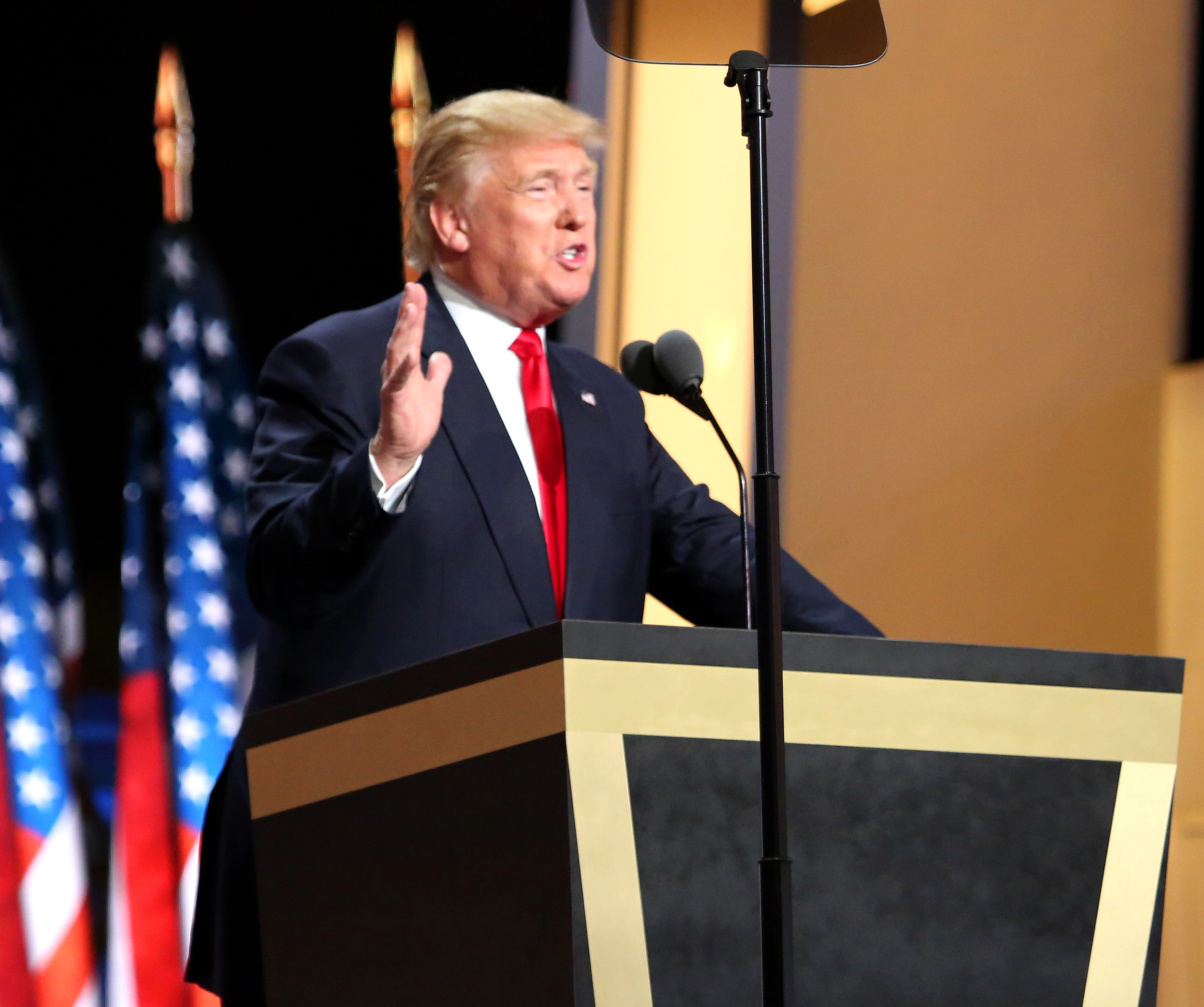
Donald Trump gana las elecciones presidenciales de Estados Unidos de 2016, convirtiéndose en 45.º presidente de Estados Unidos.

- Donald Trump gana las elecciones presidenciales de Estados Unidos de 2016, convirtiéndose en 45.º presidente de Estados Unidos.8 de noviembre: en Estados Unidos, se celebran elecciones presidenciales. Donald Trump derrota a Hillary Clinton.
- 8 de noviembre: en Puerto Rico, se celebran elecciones generales.
- 16 de noviembre: En las Eliminatorias Sudamericanas a Rusia 2018, la selección de Perú venció por primera vez como visitante a Paraguay en Asunción por 1-4.
- 17 de noviembre en Perú, se reúne el Foro de Cooperación Económica Asia-Pacífico (APEC).
- 20 de noviembre: en la Iglesia católica finaliza el Año de la Misericordia.
- 21 de noviembre: en Japón, se produce un terremoto de 6,9 en la escala de Richter con epicentro en la Prefectura de Fukushima, lo que produjo alertas de tsunami en el lugar.
- 24 de noviembre: en Uruguay, se produce un inusual sismo de 2.9 en la escala de Richter con epicentro en la ciudad de Sauce, Canelones, no se registraron daños materiales.[106]
- 25 de noviembre: en Cuba muere el abogado, militar, político y revolucionario marxista cubano Fidel Castro Ruz a los 90 años; ex primer ministro (1959-1976) y expresidente de Cuba (1976-2011) después de su victoria en la revolución cubana contra la dictadura de Fulgencio Batista.
- 27 de noviembre: 
  - Argentina gana por primera vez la Copa Davis en su edición 2016.
  - En el Gran Premio de Abu Dhabi, el finlandés Nico Rosberg se proclama campeón de Fórmula 1.

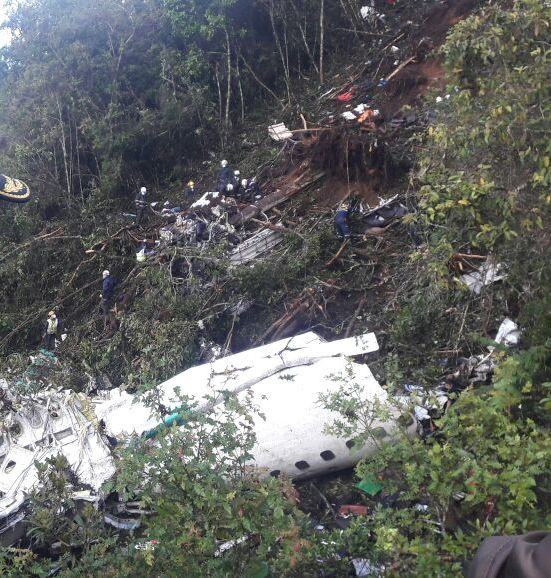
En Colombia, mueren 71 personas, entre ellos la mayor parte del equipo Chapecoense después de un accidente aéreo del Vuelo 2933 de LaMia cerca al municipio de La Ceja en Antioquia.

- En Colombia, mueren 71 personas, entre ellos la mayor parte del equipo Chapecoense después de un accidente aéreo del Vuelo 2933 de LaMia cerca al municipio de La Ceja en Antioquia.28 de noviembre: en Colombia, mueren 71 personas, entre ellos la mayor parte del equipo Chapecoense después de un accidente aéreo del Vuelo 2933 de LaMia cerca al municipio de La Ceja en Antioquia minutos antes de aterrizar. Sólo 6 personas sobrevivieron al accidente. El equipo brasileño se dirigía a Medellín para enfrentar la final de la Copa Sudamericana 2016 ante el Atlético Nacional.

### Diciembre

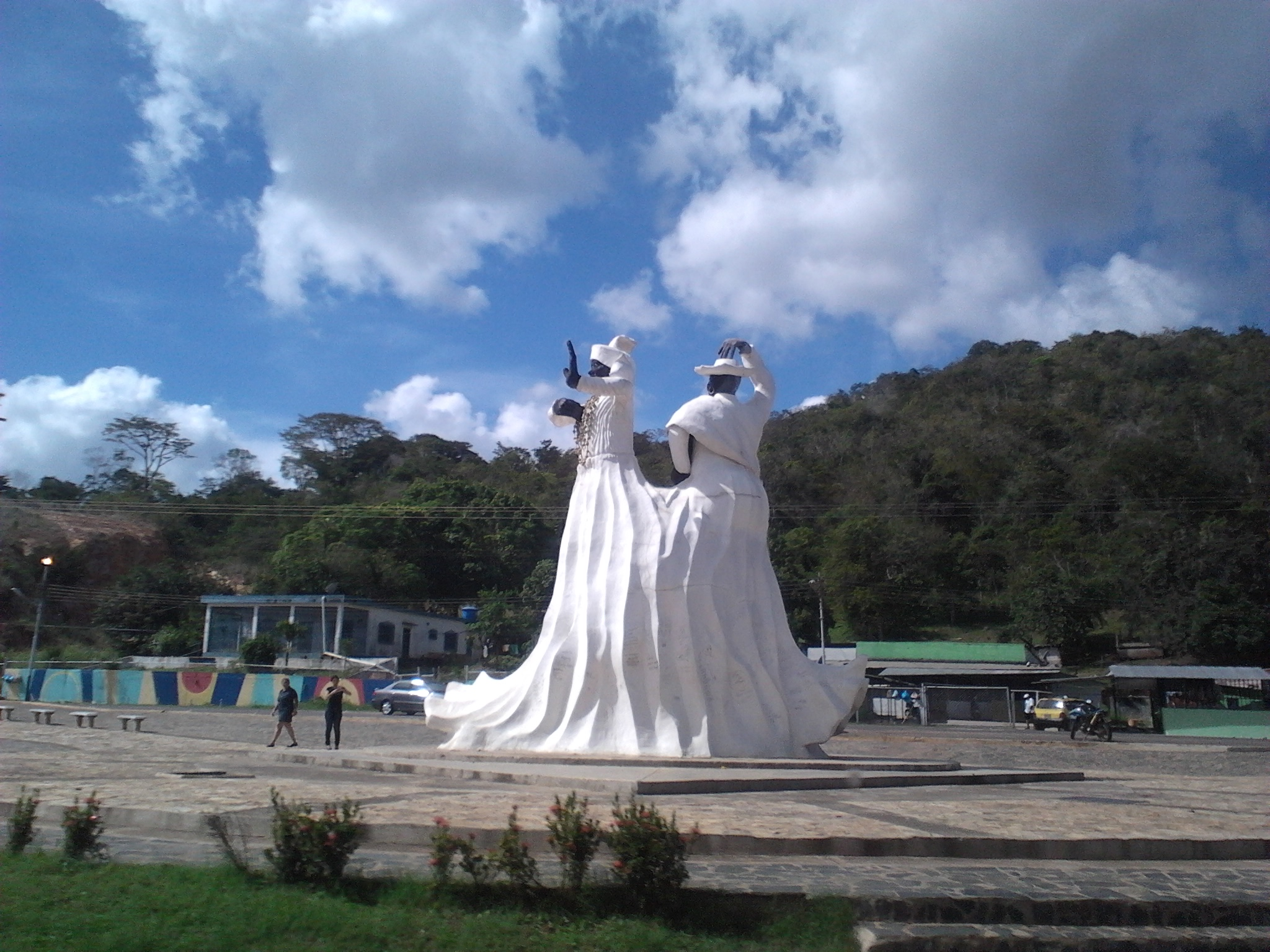
Estatua alusiva al Carnaval de El Callao.

- 1 de diciembre: El Carnaval de El Callao es nombrado Patrimonio cultural inmaterial de la Humanidad por la Unesco.
- 1 de diciembre: Las Fallas de Valencia son nombradas Patrimonio cultural inmaterial de la Humanidad por la Unesco.
- 1 de diciembre: en Gambia, se celebran elecciones presidenciales, donde sorpresivamente el presidente de ese país Yahya Jammeh (quien lleva 22 años en el poder) pierde la reelección, el candidato de la oposición Adama Barrow gana las elecciones convirtiéndose en el presidente electo de Gambia.[107][108]
- 2 de diciembre: en Oakland, California, mueren 36 personas en el incendio de un local donde se celebraba una fiesta de música electrónica.[109]
- 4 de diciembre: en Italia, se celebra el referéndum constitucional de Italia de 2016, dando por ganadora a la opción NO. El primer ministro Matteo Renzi dimite.
- 6 de diciembre: en las regiones y provincias de Chile, las nuevas autoridades municipales escogidas en octubre asumen sus funciones hasta el 6 de diciembre de 2020.
- 9 de diciembre: en Gambia, a una semana de celebrarse elecciones presidenciales el presidente Yahya Jammeh anuncia su rechazo a los resultados electorales, también anuncia que no cederá el poder al próximo presidente electo, Adama Barrow.[110]
- 10 de diciembre: en Estambul, dos explosiones causan 44 muertos y más de 150 heridos en las inmediaciones del İnönü Spor Kompleksi.[111]
- 10 de diciembre: en Nigeria, se derrumba el techo de una iglesia provocando la muerte de al menos 160 personas.
- 12 de diciembre:en París, Francia.Cristiano Ronaldo gana su cuarto Balón de Oro superando en votaciones a Lionel Messi y Antoine Griezmann.
- 17 de diciembre: 14 militares turcos mueren en un atentado en la ciudad de Kayseri. El ataque también deja unas 50 personas heridas.[112]
- 18 de diciembre: En Washington D.C (Estados Unidos), se lleva a cabo el Miss Mundo 2016 en donde al final del evento se coronó Stephanie Del Valle de Puerto Rico como la nueva Miss Mundo, obteniendo la segunda corona para su país.
- 19 de diciembre: Mevlüt Mert Altıntaş, miembro de la policía turca, asesina a tiros a Andréi Karlov, embajador ruso en Turquía, además otras tres personas resultaron heridas.[113]
- 19 de diciembre: En Berlín, Alemania, atentado en el mercado navideño Breitscheidplatz, provocando la muerte de al menos 12 personas e hiriendo a otras 48 personas.[114]
- 20 de diciembre: En Tultepec, Estado de México, una serie de explosiones en un mercado pirotécnico, provoca la muerte de 32 personas y más de 70 heridos.[115]
- 20 de diciembre: El Vuelo 4544 de Aerosucre se estrella a 8 km del Aeropuerto Germán Olano. Tenía como destino el Aeropuerto Internacional El Dorado, en Bogotá, Colombia. Fallecieron 5 personas, y solo hubo 1 sobreviviente.
- 21 de diciembre: El Departamento de Justicia de Estados Unidos devela el Caso Odebrecht, que implica a varios países de Latinoamérica y África.
- 22 de diciembre: el gobierno sirio anuncia que la ciudad de Alepo está totalmente bajo su control, concluyendo la Batalla de Alepo que duró 4 años[116]
- 25 de diciembre: 
  - Un avión militar ruso con destino a Siria se estrella en aguas del Mar Negro con 92 personas a bordo, entre ellos los miembros del Coro del Ejército Rojo. Todos sus ocupantes fallecen en el siniestro.[117]
  - En el sur de Chile, se registra un terremoto de 7,6 grados en la escala de Richter. No se reportaron víctimas fatales.[118]
  - En Goring-on-Thames, Reino Unido, fallece a los 53 años el cantante George Michael.
- 27 de diciembre: Fallece la actriz Carrie Fisher, quien interpretaba a la princesa Leia en la saga Star Wars, tras sufrir un infarto 3 días antes: el 23 de diciembre.
- 28 de diciembre: Fallece la actriz Debbie Reynolds, madre de Carrie Fisher, la cual había fallecido un día antes.
- 31 de diciembre: Concluye en su totalidad el apagón analógico en México.
- Inundaciones en Zimbabue de 2016

## Deporte
- Juegos Olímpicos de la Juventud de Lillehammer 2016
- Juegos Olímpicos de Río de Janeiro 2016
- Juegos Paralímpicos de Río de Janeiro 2016
- I Juegos Olímpicos Biónicos de Zúrich 2016
- Copa América Centenario 2016

### Motores
- Fórmula 1
- Fórmula E
- Rally Dakar
- Campeonato del Mundo de Motociclismo
- Turismo Carretera (Argentina)
- temporada 2016 del Top Race
- Temporada 2016 de TC 2000

### Ciclismo
- Campeonato Mundial de Ciclismo en Pista
- Campeonato Mundial de Ciclismo de Montaña
- Campeonato Mundial de Ciclismo en Ruta
- Giro de Italia
- Tour de Francia
- Vuelta a España

### Fútbol
- Copa Libertadores 2016
- Eurocopa 2016
- UEFA Champions League
- Copa América Centenario 2016
- Copa de las Naciones de la OFC
- Copa Mundial de Clubes de la FIFA
- Copa Suruga Bank 2016
- Copa Sudamericana 2016
- Recopa Sudamericana 2016
- Clasificación de Conmebol para la Copa Mundial de Fútbol de 2018
- Clasificación de Concacaf para la Copa Mundial de Fútbol de 2018
- Clasificación de UEFA para la Copa Mundial de Fútbol de 2018
- Clasificación de AFC para la Copa Mundial de Fútbol de 2018
- Clasificación de OFC para la Copa Mundial de Fútbol de 2018
- Clasificación de CAF para la Copa Mundial de Fútbol de 2018
- Campeonato Africano de Naciones
- Copa Mundial de fútbol sala de la FIFA 2016

### Tenis
- Abierto de Australia, que se desarrolló desde la tarde-noche en toda América del domingo 17 de enero, madrugada en toda Europa y África, mañana-tarde de Asia y Oceanía del lunes 18 de enero, hasta la madrugada de toda América, mañana-tarde en Europa y África y noche en Asia y Oceanía del domingo 31 del mismo mes.
- Copa Hopman 2016
- Roland Garros
- Wimbledon
- Abierto de los Estados Unidos
- Copa Davis 2016

### Otros deportes
- Wrestle Kingdom 10, que se celebró el jueves 4 de enero, en la Tokyo Dome, de la Bunkyō, Tokio.
- Super Bowl 50, que se celebró el domingo 7 de febrero, en el Levi's Stadium, en el Condado de Santa Clara, California, Estados Unidos.
- Campeonato Mundial de Atletismo en Pista Cubierta.
- Campeonato Mundial de Biatlón.
- Torneo de las Seis Naciones.
- Rugby Championship.
- Campeonato Europeo de Waterpolo Masculino.
- Campeonato Europeo de Waterpolo Femenino.
- Wrestlemania 32, que se celebró el domingo 3 de abril, en el AT&T Stadium, de Dallas, Texas, Estados Unidos.
- Campeonato mundial de bodyboard «APB tour».
- Lucha Libre World Cup, que se celebró el viernes 3 de junio, en el Palacio de los Deportes, de la Ciudad de México.
- Triplemanía XXIV, que se celebró el domingo 28 de agosto, en la Arena, de la Ciudad de México.

## Música
- Festival de la Canción de Eurovisión 2016.
- Premios Grammy Latinos 2016
- Festival Viña del Mar 2016

## Televisión
- 18 de septiembre: 86.ª ceremonia de los premios Primetime Emmy.
- 11 de agosto: Nueva temporada de Steven Universe.
- 15 de julio: Nueva serie Stranger Things
- 14 de marzo: Nueva serie Soy Luna
- 23 de diciembre: Nueva serie Trollhunters
- 24 de octubre: Fin de la serie El Show de Garfield
- 15 de febrero: Fin de la serie Gravity Falls
- 5 de diciembre: Fin de la serie Al fondo hay sitio.
- 30 de junio: Se cancela la serie «Uncle Grandpa»
- 27 de junio: Se cancela la Serie «Galaxia Wander»
- 24 de junio: Nueva temporada de DreamWorks Dragones.
- 21 de octubre: Nueva temporada de Black Mirror
- 23 de octubre: Nueva temporada de The Walking Dead
- 14 de septiembre: Nueva temporada de American Horror Story.
- 11 de julio: Nueva temporada de Star vs. the Forces of Evil
- 3 de junio: Nueva temporada de Girl Meets World
- 9 de noviembre: Nueva temporada de The Loud House
- 11 de enero: Estrena la telenovela Los ricos no piden permiso manteniéndose hasta el día 30 de diciembre del mismo año con un total de 225 episodios.
- 1 de enero: Finaliza la telenovela  Esperanza mía estrenada el 5 de enero de 2015, dejando en el prime time como sucesora a la telenovela antes mencionada. Contó con 192 episodios. Ambas emitidas por Canal Trece.
- 13 de marzo: El Canal 13 (actualmente Telefe Santa Fe) cumple sus 50 años de estar transmitiendo para Santa Fe (Argentina).
- 1 de abril: El Canal 11 (actualmente Telefe Salta) cumple sus 50 años de estar transmitiendo para Salta.

## Cine
- 10 de enero: 73.ª ceremonia de los Premios Globo de Oro.
- 14 de febrero: ceremonia de los Premios BAFTA.
- 28 de febrero: 88.ª ceremonia de los Premios Óscar.

## Videojuegos
- Pokémon GO
- Overwatch
- Halo 5: Guardians
- Street Fighter V
- Five Nights at Freddy's: Sister Location
- Mario & Luigi: Paper Jam
- Uncharted 4: El desenlace del ladrón
- Dark Souls III
- Watch Dogs 2
- Pokémon Sol y Pokémon Luna
- Final Fantasy XV
- Mighty No. 9
- Mario & Sonic en los Juegos Olímpicos Río 2016
- Sonic Boom: Fire & Ice
- Paper Marioː Color Splash
- Super Mario Run
- Fire Emblem Fates
- Persona 5
- Mafia III
- Star Fox Zero
- Titanfall 2
- Hitman
- Far Cry Primal
- Doom
- The Last Guardian
- No Man's Sky
- Civilization VI
- Gears of War 4
- Battlefield 1